# Escalera Potemkin

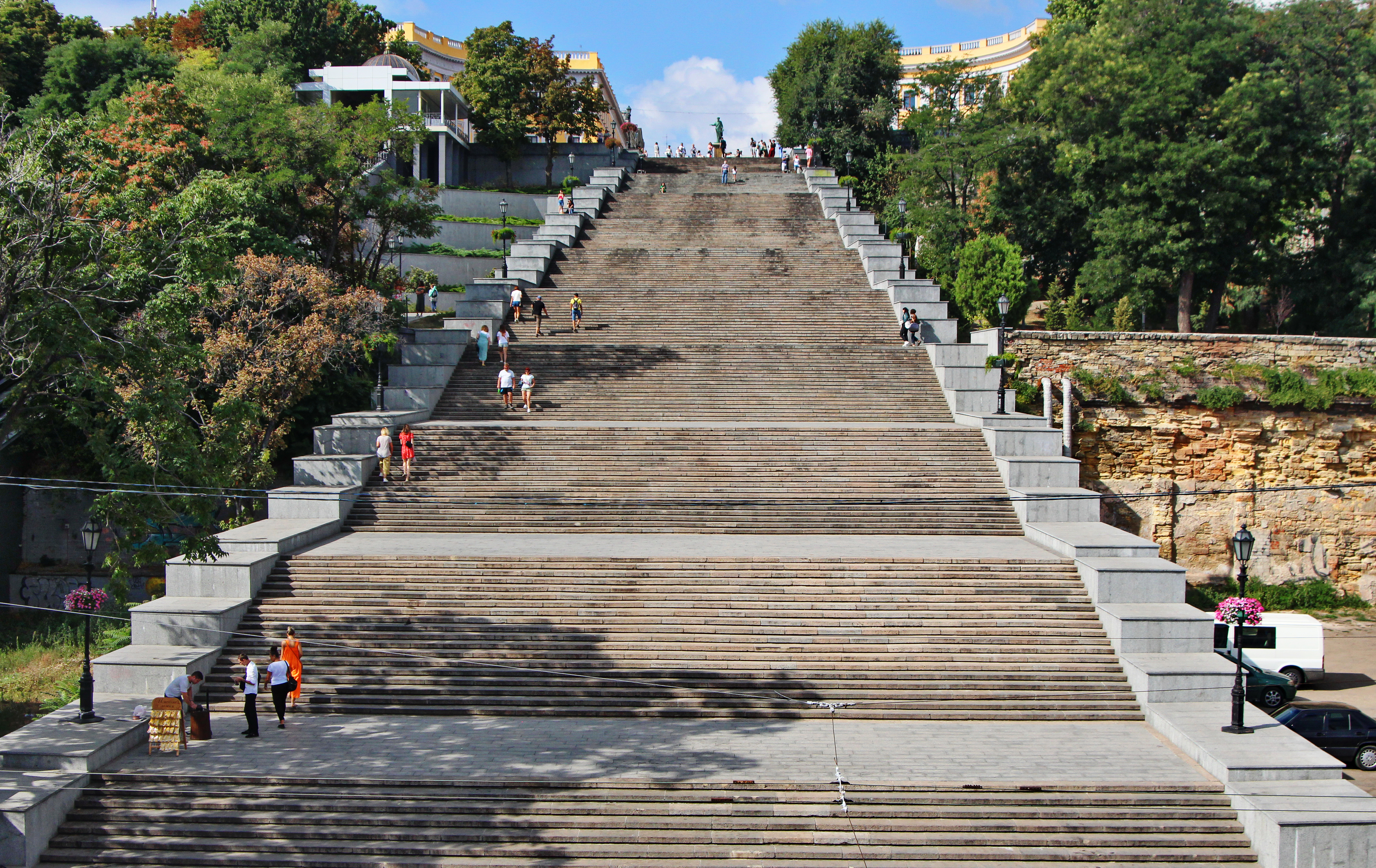
La Escalera Potiomkin, uno de los símbolos de Odesa.

La escalera Potiomkin (en ucraniano, Потьомкінські сходи, transliteración Potiómkinski sjody; en ruso Потёмкинская лестница, translit. Potiómkinska⁷ya léstnitsa) es una escalinata pública en la ciudad de Odesa, Ucrania, que lleva el nombre de Grigori Potiomkin. Es uno de los símbolos de la ciudad y conecta su casco viejo con la zona portuaria del mar Negro. También ha sido conocida como la escalera del Bulevar, escalera Primorsky, escalera Gigante o escalera de Richelieu.

## Descripción

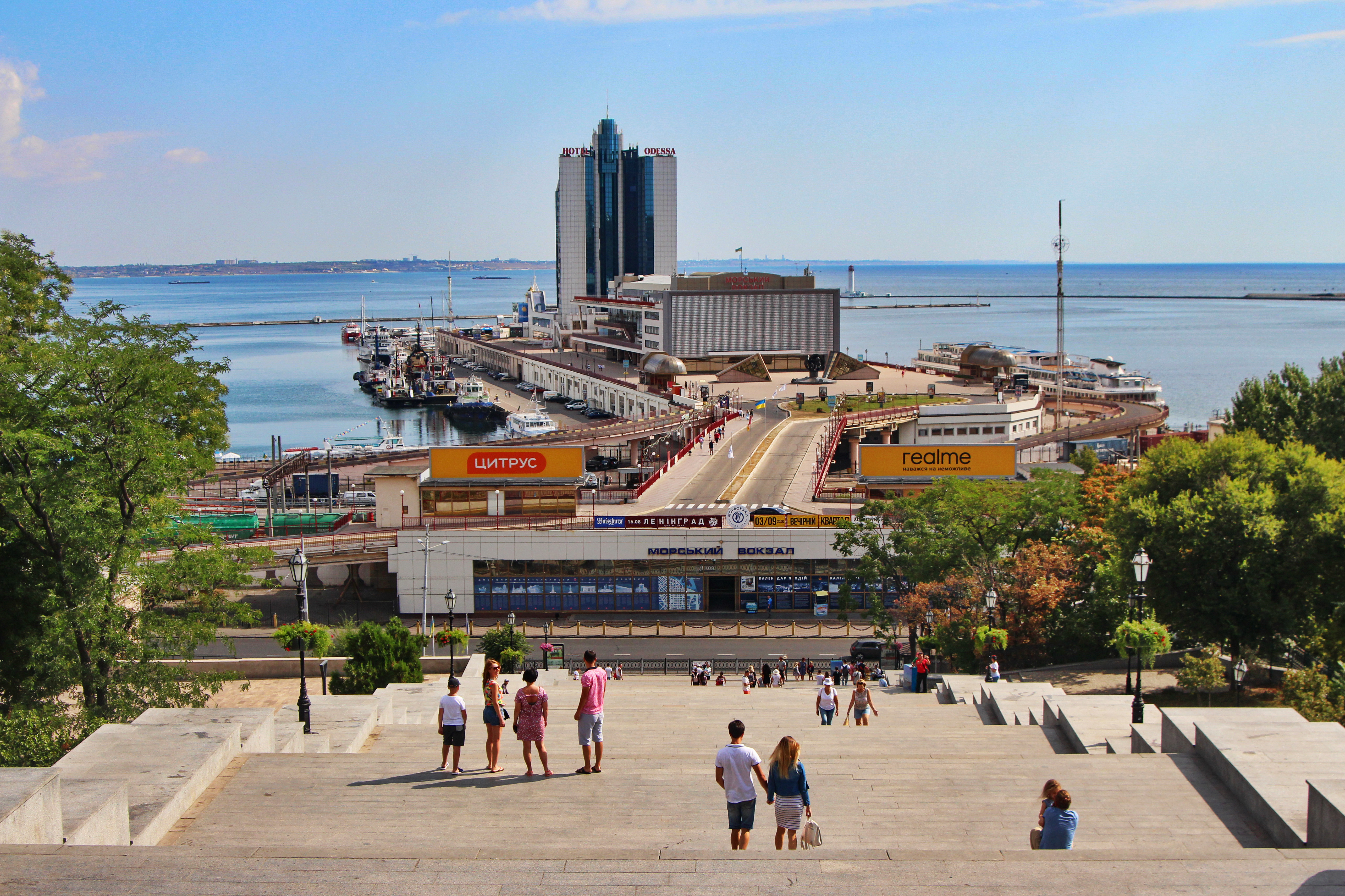
Vista en sentido opuesto.

Tiene 142 m de longitud y una altura de 27 m. Cuenta en total con 10 descansillos y 192 escalones de longitud diferente, los de la parte baja miden 21,7 m y los de la alta 13,4 m. Esta forma especial de construcción en perspectiva forzada o trampantojo le da a la escalera unas características interesantes de ilusión óptica. Si se mira desde la parte baja se ven solamente los escalones, no los descansillos, y se percibe claramente que los escalones son más cortos en la parte superior. Al contrario, si se mira desde la parte alta se ven los descansillos, pero no los escalones, y se tiene la sensación de que tiene una anchura uniforme en toda su longitud.
En la parte alta la escalera desemboca en una pequeña plaza sobre el bulevar Primorsky. En la plaza se alza el monumento a Armand Emmanuel du Plessis, duque de Richelieu, noble francés que fue el primer gobernador ruso de la ciudad. La escultura mira hacia el mar.

## Historia

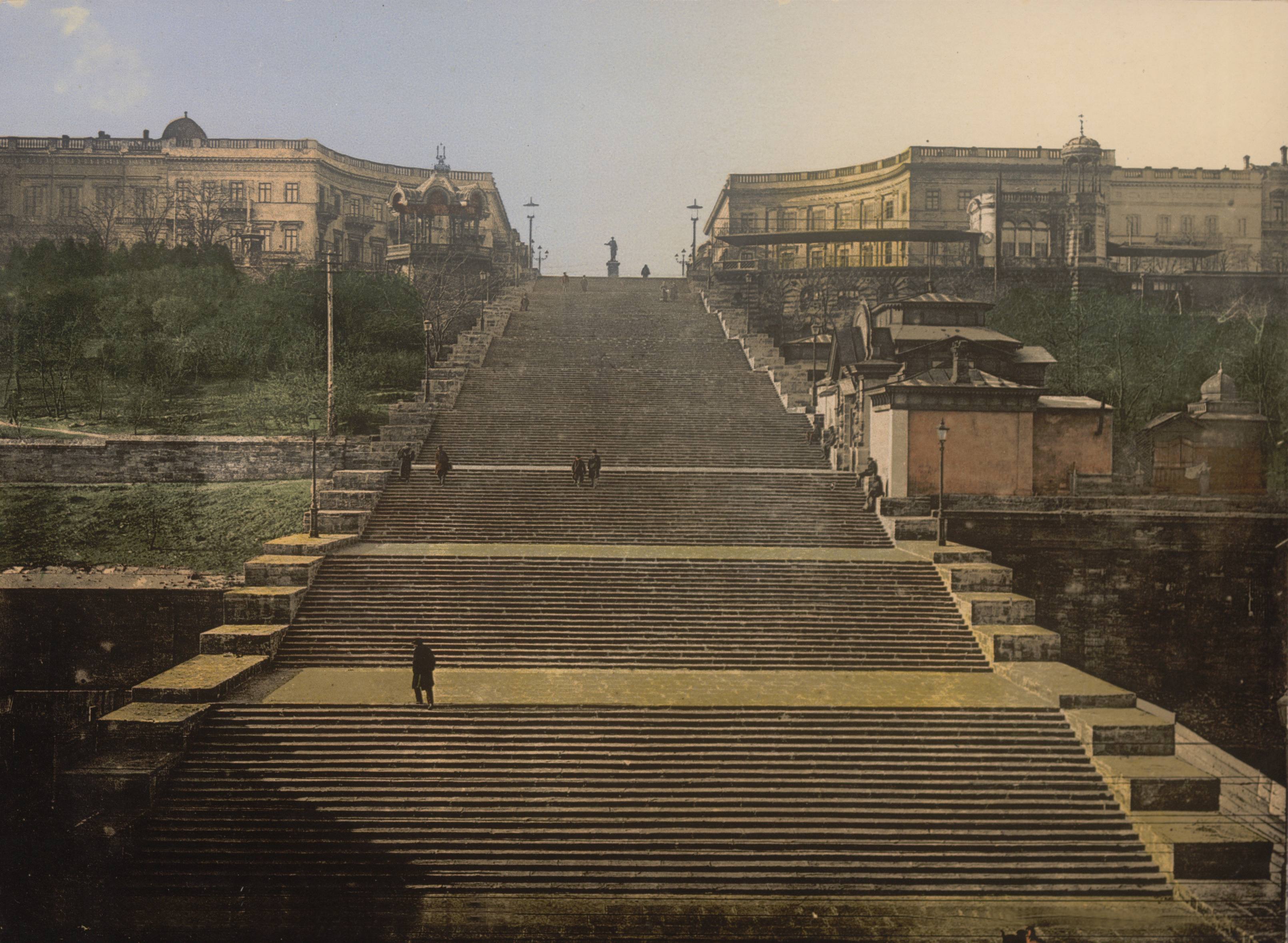
La Escalera Potiomkin en una postal del

La escalinata fue construida entre 1837 y 1841 bajo diseño del arquitecto italiano Francesco Boffo. Antiguamente existían escaleras estrechas e inseguras de madera que conectaban la zona alta de la ciudad con la costa y el puerto. El conde Mijaíl Vorontsov, gobernador General de toda la Rusia Meridional, gastó 800 000 rublos de oro en su construcción, y después la regaló a su mujer, Elizaveta Vorontsova, el día de su cumpleaños. Bautizada con el nombre de Escalera Primorsky (por el bulevar de la parte superior), fue construida con piedra arenisca de color verde-grisáceo traída de Trieste (Italia). Originalmente tenía 200 escalones. 
En 1933 se remodeló la escalera debido a la erosión y el desgaste, para ello se utilizó granito rosado y los descansillos fueron cubiertos con asfalto. A causa de las obras de reconstrucción en la zona baja, ocho escalones fueron cubiertos con arena para poder expandir el área del puerto.
Junto a la escalera se construyó en 1906 un funicular para transportar cómoda y rápidamente a la gente. Después de 50 años de funcionamiento el funicular resultó obsoleto y fue remplazado por un ascensor. Este se estropeó en 1990 y no fue hasta 2004 cuando fue reemplazado por un funicular nuevo.
En 1955 se le cambió el nombre de Escalera Primorsky por el de Escalera Potemkin en honor al 50.º aniversario de la sublevación del acorazado Potemkin.

## Las escaleras en el cine

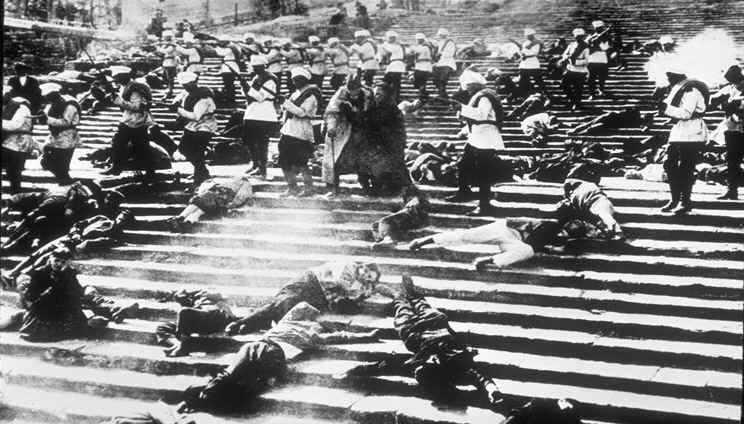
La escena de la célebre película de Serguéi Eisenstein.

La escalera alcanzó fama internacional en 1925 debido a la película del director soviético Serguéi Eisenstein El acorazado Potemkin en la cual una de las escenas más relevantes de la misma y que está considerada como obra maestra de la historia cinematográfica se desarrolla en ellas. En esa escena, los cosacos disparan contra el pueblo inocente para acabar con el apoyo a los rebeldes. En ese momento, una madre es alcanzada por una bala mientras corría con un coche de bebé que rodará escaleras abajo al morir la madre. Esta escena ha sido homenajeada por directores famosos, como Francis Ford Coppola en El Padrino, Brian De Palma en Los intocables de Eliot Ness, Woody Allen en Bananas, Terry Gilliam en Brazil, Peter Segal en la tercera entrega de Agárralo como puedas, George Lucas en su última entrega de Star Wars (aunque los soldados de asalto, en esta cinta, marchen subiendo las escaleras) e incluso en Los Simpson en dos situaciones, en una Homer rescatando al bebe y en otra, con una estética igual a la de la película, con Lisa lanzando a Maggie.